# Augusto de Sajonia-Gotha-Altemburgo (1747-1806)
Augusto de Sajonia-Gotha-Altemburgo (en alemán, August von Sachsen-Gotha-Altenburg; Gotha, 14 de agosto de 1747-ibidem, 29 de septiembre de 1806) fue un príncipe en Sajona-Gotha-Altemburgo, de la línea ernestina de los Wettin y patrono de las artes durante la era de la Ilustración.

## Biografía
Augusto era el hijo más joven del duque Federico III de Sajonia-Gotha-Altemburgo y de la princesa Luisa Dorotea de Sajonia-Meiningen. Su madre se aseguró que tanto él como su hermano recibieran una buena educación en literatura, ciencia y cameralismo. Augusto viajó a los Países Bajos y a Inglaterra con su hermano entre 1768 y 1769. Los padres de Augusto tenían planeado una carrera militar para su hijo, mientras él desistió del todo en 1769, renunciando a su regimiento de infantería en favor de su sobrino, el duque Federico. Después de eso, Augusto inició un gran viaje por Italia desde 1771 hasta 1777, donde conoció a Voltaire en Génova. En 1777, estuvo en Londres como uno de los padrinos de la princesa Sofía del Reino Unido, su prima en segundo grado (la abuela paterna de Sofía era la hermana más joven del padre de Augusto). Considerado un príncipe ilustrado, liberal y progresista, consiguió juntar un círculo de personas sagaces en su palacio en Gotha desde 1778. También es considerado uno de los más importantes traductores de la literatura francesa durante el período clasicista de Weimar.